# Max Cleland

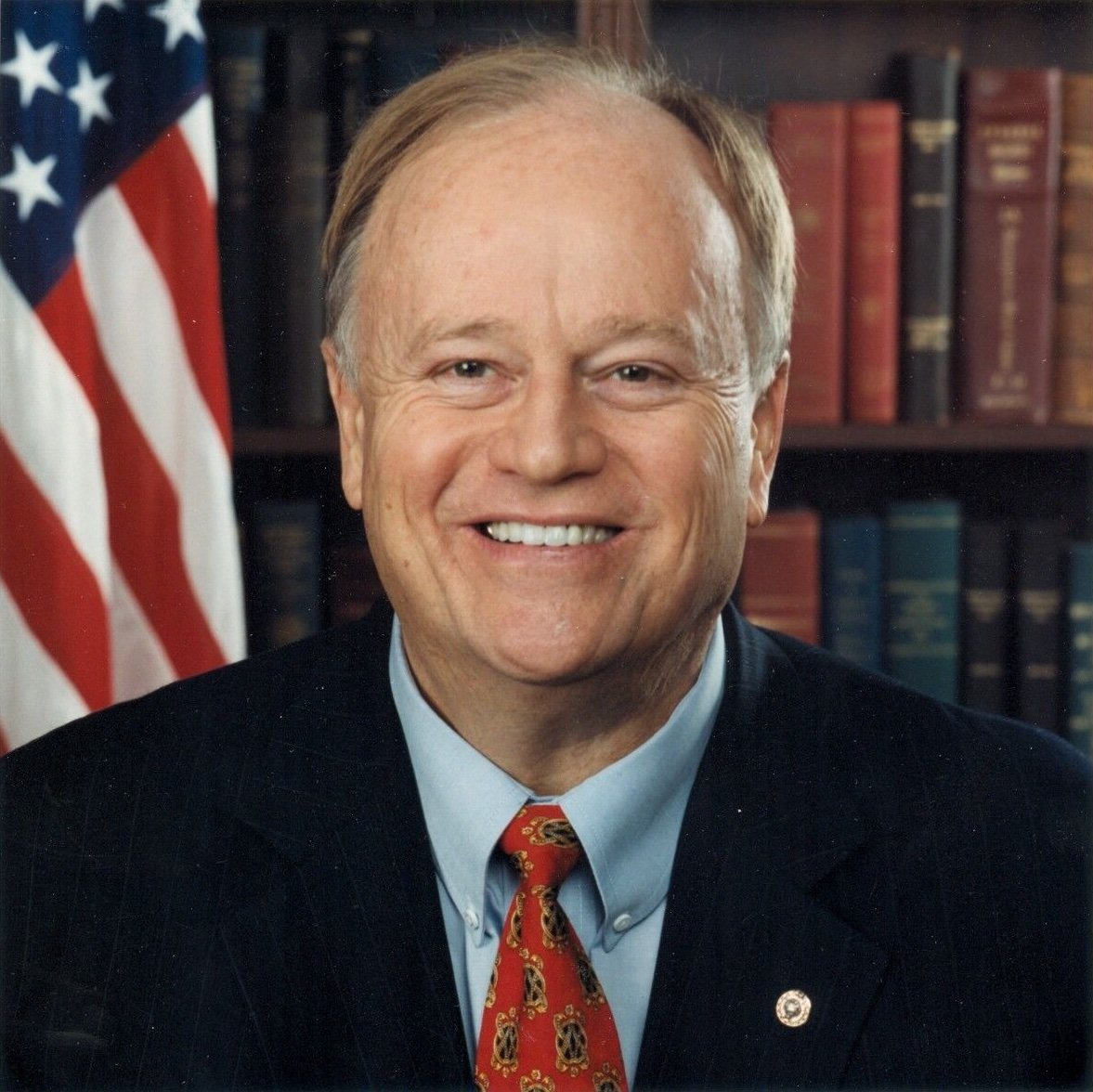
Max Cleland

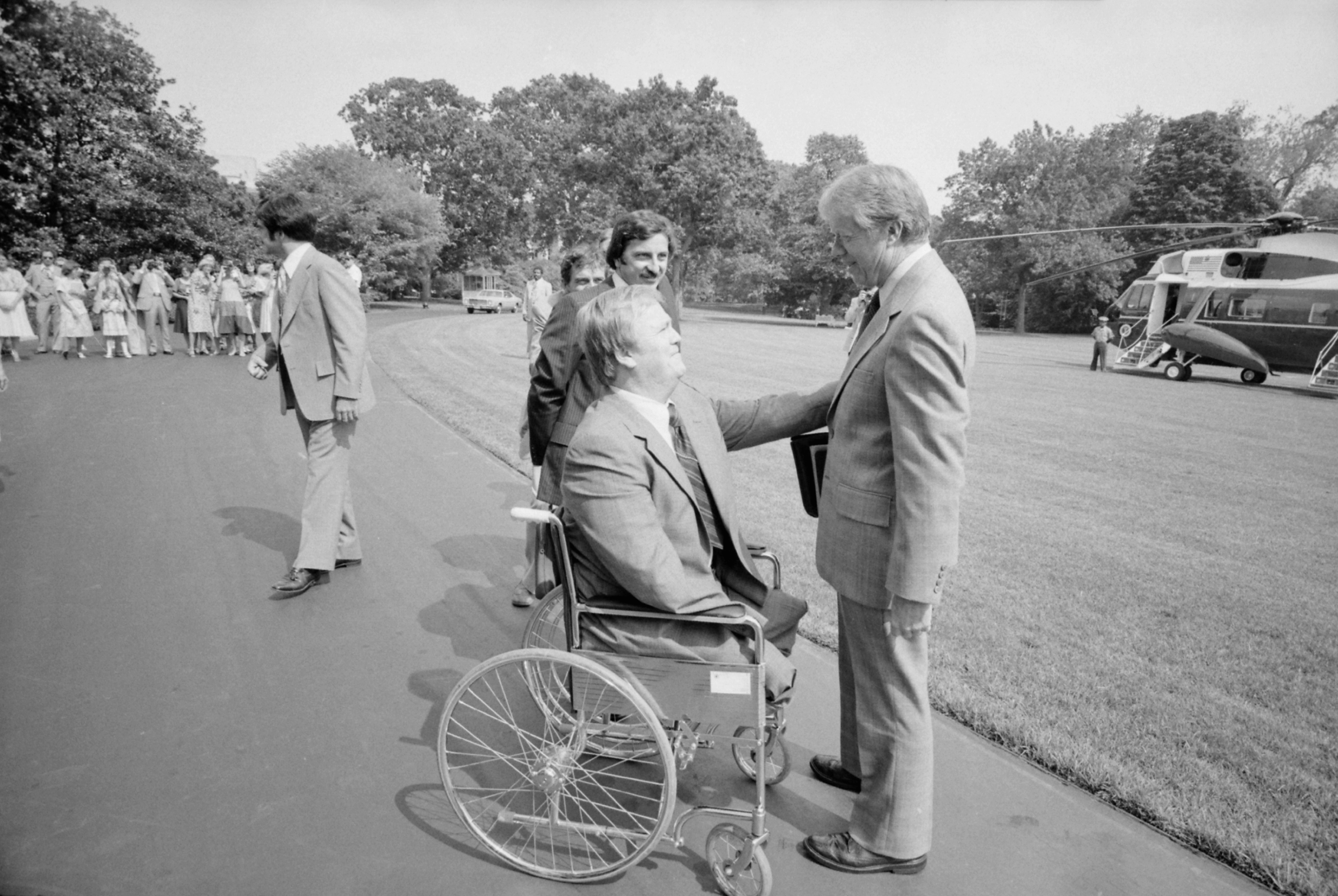
Max Cleland und Jimmy Carter (Juli 1978)

Jimmy Carter und Max Cleland (November 1978)

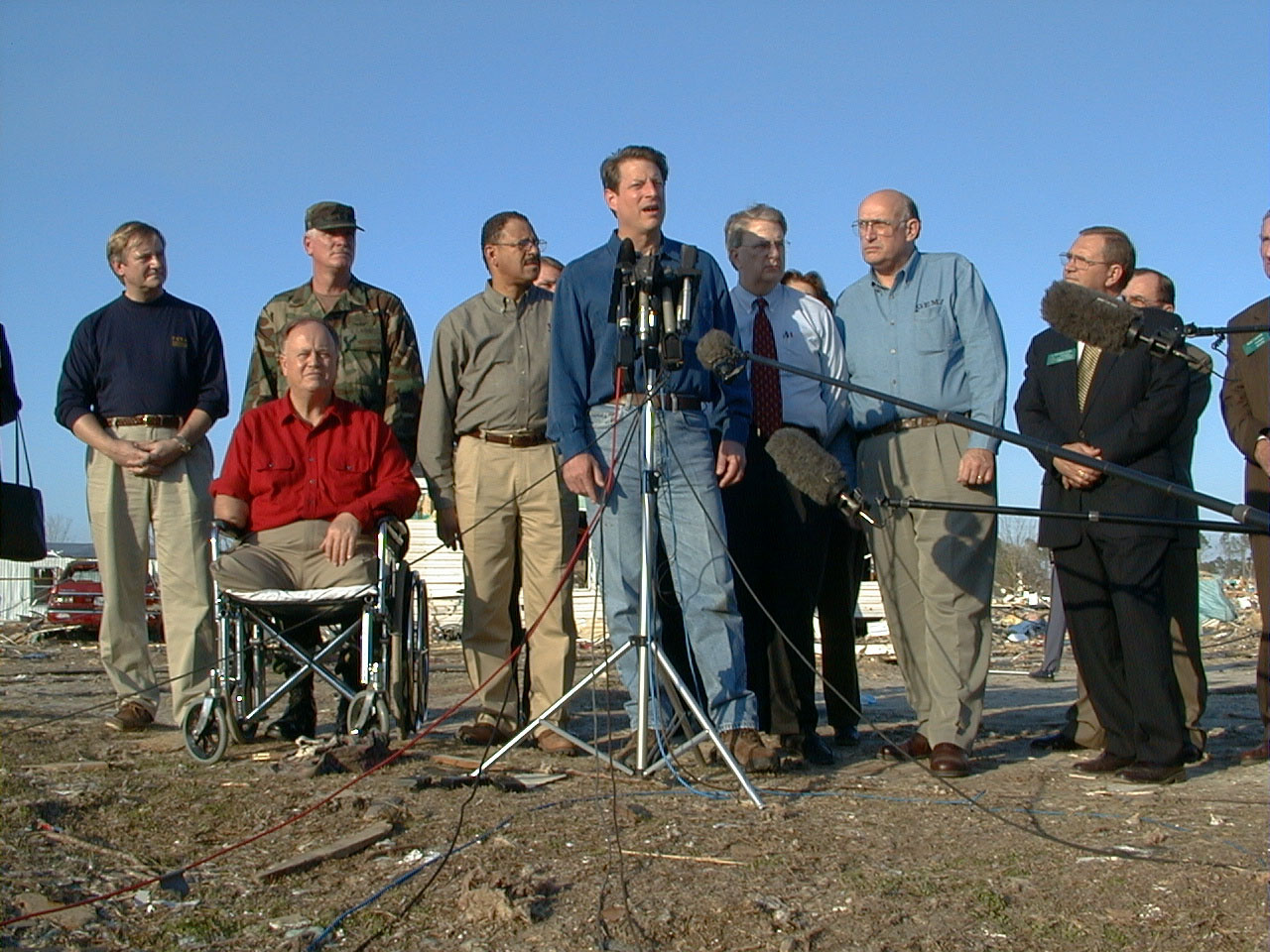
Max Cleland (2. v. l.) und Al Gore (Mitte) (Februar 2000)

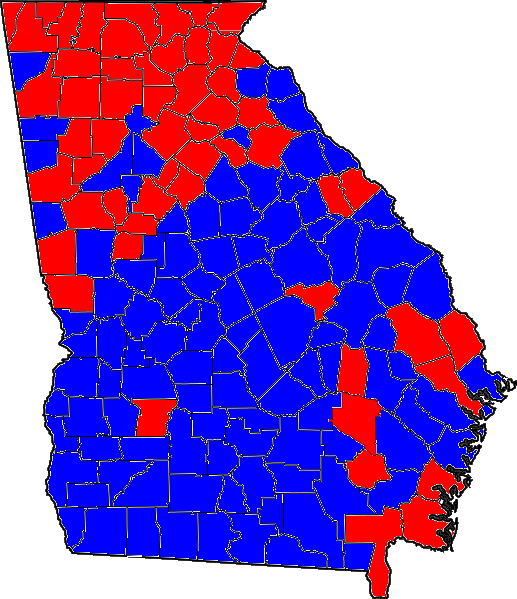
Senatswahl in Georgia 1996 (blaue Countys votierten für Cleland)

Joseph Maxwell „Max“ Cleland (* 24. August 1942 in Atlanta, Georgia; † 9. November 2021 ebenda) war ein US-amerikanischer Politiker (Demokraten). Cleland war eine Amtsperiode lang von 1997 bis 2003 Senator der Vereinigten Staaten für den Bundesstaat Georgia.

## Leben

### Frühes Leben
Max Cleland wuchs als einziges Kind von Hughie und Juanita Kesler Cleland in Lithonia, einer 3000 Einwohner zählenden Kleinstadt im DeKalb County, heran. Seine Eltern gehörten als Arbeiter der US-amerikanischen Mittelschicht an. Nach seinem im Jahr 1960 erworbenen Abschluss an der Lithonia High School schrieb er sich an der Stetson University in DeLand (Florida) ein, an welcher er 1964 seinen Bachelor in Politikwissenschaft erwarb. Nach vier weiteren Jahren Studium an der Emory University in Atlanta bestand Cleland 1968 seine Master-Prüfung in Geschichte.
Kurz danach wurde er im März 1968 als Soldat in die United States Army eingezogen und nach Vietnam in den dort stattfindenden Krieg entsandt. Cleland war knapp einen Monat in Vietnam, als er am 8. April 1968 in der Schlacht um Khe Sanh eingesetzt wurde und den Befehl bekam, eine feindliche Stellung auf einem Hügel zu übernehmen. Kurz nachdem er mit zwei Kameraden aus dem Hubschrauber gestiegen und in Deckung gegangen war, hob er eine Handgranate vom Boden auf, von der er meinte, sie wäre aus seiner Uniformtasche gefallen. Plötzlich explodierte das Kriegsgerät. Nur dank der Unterstützung seiner Kameraden blieb er am Leben. Dennoch waren die Verletzungen, die Cleland davongetragen hatte, so schwer, dass ihm im Lazarett beide Beine unterhalb der Kniekehle sowie der rechte Unterarm amputiert werden mussten. Cleland war zu diesem Zeitpunkt erst 25 Jahre alt. Später erhielt er für seine Verdienste den Silver Star und die Soldatenmedaille und wurde in den Rang eines Captains befördert.

### Politische Karriere
Nach seiner Genesung und Rehabilitation beschloss Cleland, in der Politik sein Glück zu versuchen. Als Parteimitglied der Demokraten kandidierte er im Jahr 1970 für ein Mandat im Senat von Georgia. Mit 27 Jahren war er der bis heute jüngste Staatssenator in Georgia. Hier lernte er auch Jimmy Carter kennen, mit dem Cleland seit diesem Zeitpunkt auch befreundet war. Dieser unterstützte zwar Cleland 1974 beim Versuch, Vizegouverneur von Georgia zu werden, doch der gewählte Gouverneur George Busbee entschied sich gegen Cleland als seinen Stellvertreter und hob Zell Miller in das Amt.
Als Jimmy Carter 1976 zum Präsidenten der Vereinigten Staaten gewählt worden war, ernannte er Cleland zum Leiter der United States Veterans Administration, einer Bundesbehörde, die 1989 unter US-Präsident George Bush zum Kriegsveteranenministerium aufgewertet wurde. In seiner Funktion war er 1978 unter anderem militärischer Fachberater bei der Produktion des Spielfilms Coming Home – Sie kehren heim mit Jon Voight und Jane Fonda in den Hauptrollen.
Nach der Wahlniederlage von Carter im Jahr 1980 musste auch Cleland sich aus seinem Amt verabschieden. Er zog zurück nach Georgia, wo er 1982 mit Erfolg für das Amt des Secretary of State kandidierte, in dem er David Poythress nachfolgte. Als Innenminister war er hauptsächlich für die wirtschaftliche Entwicklung des Bundesstaates verantwortlich, musste aber auch Wahlen beaufsichtigen. Dreimal, 1986, 1990 und 1994 wurde Cleland als Secretary of State bestätigt. Im Jahr 1990 überlegte er kurzzeitig, für das Amt des Gouverneurs von Georgia zu kandidieren, gab dieses Vorhaben jedoch zugunsten seiner dritten Kandidatur für das Amt des Secretary of State wieder auf.
1996 gab er seine Kandidatur für das Amt des US-Senators bekannt. Mit einem Stimmenvorsprung von knapp 30.000 Stimmen konnte er die Wahl gegen seinen republikanischen Herausforderer Guy Millner für sich entscheiden und wurde am 3. Januar 1997 vereidigt. Cleland galt als Senator, der sowohl demokratische aber auch republikanische Ansichten vertrat. So vertrat er im Jahr 2001 auch die Auffassung einer Steuersenkung, wie sie George W. Bush vorsah, zeigte sich in sozialpolitischen Fragen aber eher liberal. So stellte er sich an die Seite der Pro-Choice-Bewegung in den USA. 2003 zählte er zu jenen 29 Senatoren der Demokratischen Partei, die sich für die Intervention von US-Truppen im Irak aussprachen. Später bedauerte er sein Voting. Die sehr radikale Kampagne seines republikanischen Kontrahenten Saxby Chambliss sowie die Präsenz von US-Präsident Bush in Georgia, der für Chambliss warb, waren mit der Grund, weshalb Cleland die Wiederwahl im Jahr 2002 verlor.

### Spätes Leben
Cleland wurde 2003 als Mitglied in die Untersuchungskommission zu den Anschlägen des 11. Septembers berufen. Er legte jedoch im Dezember 2003 sein Mandat nieder, beschuldigte das Weiße Haus öffentlich „die Arbeit der Kommission zu unterminieren“ und bezeichnete die Untersuchungskommission als „nationalen Skandal“. Stattdessen nahm er einen Aufsichtsratsposten in der Export-Import Bank of the United States an, in der er von 2004 bis 2009 tätig war. US-Präsident Barack Obama ernannte Cleland im Juni 2009 zum Mitglied der American Battle Monuments Commission.